# Louis de Nogaret d’Épernon de La Valette
Louis de Nogaret d’Épernon de La Valette (ur. 8 lutego 1593 w Angoulême, zm. 27 września 1639 w Rivoli) – francuski kardynał.

## Życiorys
Urodził się 8 lutego 1593 roku w Angoulême, jako syn Jean-Louisa de Nogareta i Marguerite de Foix. Studiował filozofię na Sorbonie, a następnie został jałmużnikiem na dworze Ludwika XIII. 26 sierpnia 1613 roku został wybrany arcybiskupem Tuluzy, choć nigdy nie przyjął sakry. 11 stycznia 1621 roku został kreowany kardynałem diakonem i otrzymał diakonię Sant’Adriano al Foro. Następnie został także doradcą królewskim. W 1627 roku zrezygnował z archidiecezji. Gdy w 1630 roku książę Gaston i Maria Medycejska uzyskali obietnicę od króla zdymisjonowania kardynała Richelieu, Nogaret zalecił pierwszemu ministrowi udanie się do Wersalu, by odzyskać zaufanie Ludwika XIII. Kardynał Richelieu usłuchał tej rady i przekonał króla do zachowania stanowiska, a w podzięce mianował Nogareta głównodowodzącym wojsk francuskich. Zmarł 27 września 1639 roku w Rivoli.